# Moštanica (Vranje)
Moštanica es un pueblo ubicado en el territorio de Vranje, en el distrito de Pčinja, Serbia.

## Superficie
Posee una superficie de 8,440 kilómetros cuadrados.

## Demografía
Hasta 2011 la población era de 413 habitantes, con una densidad de población de 48,93 habitantes por kilómetro cuadrado.